# شیگکی تسوجیموتو
شیگکی تسوجیموتو (انگلیسی: Shigeki Tsujimoto؛ زادهٔ ۲۳ ژوئن ۱۹۷۹) بازیکن فوتبال اهل ژاپن است که در تیم‌های ملی فوتبال زیر ۱۷ سال ژاپن و زیر ۲۰ سال ژاپن بازی کرده‌است.